# Real Time (Art Farmer)
Real Time è un album live a nome di The Art Farmer/Benny Golson Jazztet Featuring Curtis Fuller, pubblicato dalla Contemporary Records nel 1988. Il disco fu registrato dal vivo il 21 e 22 febbraio 1986 al Sweet Basil di New York (Stati Uniti), si tratta dello stesso concerto in due serate (con brani differenti) da cui era stato tratto l'album live Back to the City pubblicato nel 1986.

## Tracce
Lato A
1. Whisper Not – 11:09 (Benny Golson)
2. Sad to Say – 5:58 (Benny Golson)
3. Are You Real – 8:19 (Benny Golson)

Lato B
1. Autumn Leaves – 13:51 (Joseph Kosma, Johnny Mercer, Jacques Prévert)
2. Along Came Betty – 9:25 (Benny Golson)

## Musicisti
- Art Farmer - flicorno
- Benny Golson - sassofono tenore, arrangiamenti
- Curtis Fuller - trombone
- Mickey Tucker - pianoforte
- Ray Drummond - basso
- Marvin Smitty Smith - batteria